# Большая Поляна (Калининградская область)
Большая Поляна (нем. Paterswalde) — посёлок в Гвардейском городском округе Калининградской области. Входит в состав Знаменского сельского поселения.

## Кирха
Первая кирха в Патерсвальде, построенная в Орденские времена, пострадала от пожара во время войны 1520—1521 годов, была восстановлена в 1540—1541 годах, в 1869 году снесена. 
23 июня 1876 года был заложен фундамент новой кирхи в новороманском стиле, открытие которой состоялось 9 декабря 1877 года.

## Население
| 2002 | 2010 |
| ---- | ---- |
| 338  | ↘298 |

## Известные уроженцы
- Йоханнес Бласковиц, генерал-полковник Вермахта, обвинявшийся в военных преступлениях.